# Tephrosia sessiliflora
Tephrosia sessiliflora là một loài thực vật có hoa trong họ Đậu. Loài này được (Poir.) Hassl. miêu tả khoa học đầu tiên.